# رسم عابد
رسم عابد (به عربی: رسم عابد) یک روستا در سوریه است که در ناحیه ابوالظهور واقع شده‌است. رسم عابد ۱٬۳۷۲ نفر جمعیت دارد.